# Barbara Baldi
Pour les articles homonymes, voir Baldi.
Barbara Baldi, née le 18 janvier 1976 à Pavie, est une auteure de bande dessinée italienne.

## Biographie
Barbara Baldi est diplômée de Accademia Disney de Milan en 2000 puis elle illustre des ouvrages jeunesse et travaille également pour les studios Pixar, Disney et Marvel. Son premier roman graphique, Lucenera, paraît en 2017 en Italie et lui vaut plusieurs prix. L'artiste exerce également comme coloriste de bande dessinée sur des ouvrages comme Sky Doll et Monster Allergy.
En France, son premier ouvrage publié est La Partition de Flintham en 2018 (éd. Ici même). Suit, en 2019, Ada, chez le même éditeur. En 2020, Baldi remporte le Grand Prix Artémisia.

## Œuvres
En français.
- La Partition de Flintham, éd. Ici même, mai 2018  (ISBN 978-2-369-12044-5)
- Ada, éd. Ici même, février 2019  (ISBN 978-2-369-12051-3)

## Récompenses
- 2018 : 
  - Prix Micheluzzi de la meilleure dessinatrice pour Lucenera[1] ;
  - Premio Gran Guinigi de la meilleure dessinatrice (Lucca Comics and Games)[1] ;
- 2020 : Grand Prix Artémisia.
- 2021 : En 2022, elle est la présidente de la 18ème édition des Estivales de la BD de Montalivet en Gironde au titre de lauréate du Prix de la Mouette 2021[5] de ce festival pour Ada   .

### Documentation
- M. Ellis, « La Partition de Flintham », sur BoDoï, 26 juin 2018.
- Laurence Le Saux et Barbara Baldi (int.), « BD : Ada, un destin en clair-obscur dans le Vienne d’Egon Schiele », Télérama,‎ 30 mars 2019 (lire en ligne).
- Lise Lamarche, « "Ada" de Barbara Baldi (Ici-Même) - Portrait de l’artiste en jeune femme », sur Actua BD, 7 janvier 2020.